# Charles Henri Hubert Spronck
Charles Henri Hubert ("Henri") Spronck   (Beek, 18 februari 1858 - Zeist, 3 december 1932)  was een Nederlands seroloog en patholoog anatoom. Hij was als hoogleraar in de ziektekunde en de ziektekundige ontleedkunde verbonden aan de Universiteit Utrecht.

## Biografie
Charles Henri Hubert Spronck werd geboren op 18 februari 1858 in het Limburgse Beek aan de Maastrichterlaan, als zoon van de huisarts Joannes Henricus Agidius Spronck en Maria Anna Hubertina Loduwina van Hees. Hij komt uit een katholieke familie. Spronck ging naar het Stedelijk Gymnasium in Maastricht en in 1876 begon hij aan een studie medicijnen aan de Universiteit van Amsterdam. Hij onderbrak zijn studie tijdelijk zodat hij in Parijs bij onder andere Louis Pasteur lessen kon volgen. Hij voltooide zijn artsexamen aan de Universiteit Utrecht. Hij promoveerde in 1886 onder Casper Hendrik Kuhn op het proefschrift Over ischaemie van het ruggemerg. In dit proefschrift beschrijft Spronck de resultaten van zijn experimentele onderzoek naar de invloed van arteriële anemie op het ruggenmerg van het konijn. Eerder dat jaar was hij benoemd tot lector in de ontleedkunde aan dezelfde universiteit.
Zijn benoeming tot hoogleraar in de ziektekunde en de ziektekundige ontleedkunde volgde in 1888. Hij aanvaardde zijn ambt met een rede over De onsterfelijkheid in de levende natuur. Tevens werd hij aangesteld als directeur van het Pathologisch Instituut. Tijdens zijn hoogleraarschap verschoof zijn interessegebied naar de oorzaak van ziekten waarna hij seroloog werd. Hij verrichtte onder andere onderzoek naar de cholera-uitbraak van 1892-1893 in Rotterdam. Tijdens dit onderzoek wist hij uit besmet drinkwater een kommabacil (bacterie) te isoleren. Voor dit onderzoek werd hij later benoemd tot Ridder in de Orde van de Nederlandse Leeuw. In 1895 begon hij in zijn pathologische laboratorium met de vervaardiging van een door de Duitsers Emil von Behring en Paul Ehrlich ontwikkeld serum tegen difterie. Hij stelde dit serum gratis beschikbaar aan de armen en liefdadigheidsinstellingen. Hij stopte in 1900 met de productie maar de regering nam dit over. 
Hij sloeg in 1900 een hoogleraarschap aan de Universiteit Leiden af vanwege de concessie dat er een nieuw Pathologisch Instituut aan de Pasteurstraat in Utrecht gebouwd zou worden. Spronck had zijn eigen serologisch laboratorium ondergebracht binnen zijn huis aan de Maliebaan in Utrecht. Het laboratorium was gereed in 1908. Gedurende het collegejaar 1903-1904 vervulde hij de functie van rector magnificus. Zijn rectorale rede was getiteld  Enkele tuberculose-vraagpunten in het licht van de pathologische anatomie. Tot aan zijn dood bleef bij bezig met dit onderwerp. Tevens werd hij in 1903 lid van de afdeling natuurkunde van de Koninklijke Nederlandse Akademie van Wetenschappen. Spronck was van 1904 tot en met 1913 de eerste voorzitter van het Thijmgenootschap. Tijdens van het Thymgenootschap in 1904 was hij de enige gewone katholieke hoogleraar van Nederland. Hij werd in 1909 de eerste voorzitter van het Nederlandsch Comité voor Kankeronderzoek. In 1914 was hij de eerste die een vaccin tegen hondsdolheid ontwikkelde.
In 1919 werd het laboratorium van Spronck aan de Maliebaan overgenomen door de Rijksoverheid en werd het omgedoopt tot het Rijks Serologisch Instituut. Er zou een geheel nieuwe locatie gerealiseerd worden en Spronck werd de eerste directeur van het instituut. Naar aanleiding daarvan nam hij ontslag als hoogleraar. Het jaar erop volgde zijn benoeming tot buitengewoon hoogleraar serologie aan de Universiteit Utrecht en hij aanvaardde dit ambt met de rede De wetenschap der immuniteit en hare vruchten voor de prophylaxis en therapie der infectieziekten. Toen bleek dat de bouw van het nieuwe instituut niet doorging nam Sponck in 1923 ontslag als directeur en hoogleraar. Tevens zegde hij de huur op waardoor het serologisch instituut niet aan de Maliebaan kon blijven waarna het ondergebracht werd bij het Centraal Laboratorium voor Volksgezondheid in Leiden. In Zeist bouwde hij een nieuw bacterio-therapeutisch laboratorium, aan de buitenplaats 'Schaerweijde' . Hij verrichtte hier onderzoek naar immuniteit tegen tuberculose.
Charles Henri Hubert Spronck bleef tot aan zijn dood op 3 december 1932 werken in zijn laboratorium in Zeist. Tijdens zijn werkzaamheden aldaar kreeg hij een beroerte waardoor hij kwam te overlijden. Hij werd te rusten gelegd op het kerkhof aan de voorzijde van de Sint-Martinuskerk in Beek, de plaats waar hij was geboren. 
In 2010 werd op het terrein van het RIVM te Bilthoven het Spronck Laboratorium geopend, vernoemd naar Professor Spronck. In Zeist is de Prof Sproncklaan naar hem genoemd.